# 鍾鎮濤
鍾鎮濤（英語：Kenny Chung Chun To，1953年2月23日—），香港男歌手、音樂人和演員，溫拿樂隊雙主音歌手之一，補替離隊的陳百祥與陳百燊，當時樂隊仍然使用「The Loosers」的名字，1973年樂隊重組後改名為The Wynners，之後曾赴台灣拍攝電影。1980年代發展個人歌唱事業，代表作包括 《要是有緣》 、《情變》、《讓一切随風》等。1985年首次執導電影《殺妻二人组》。1988年以温拿樂隊身份獲頒香港樂壇最高榮譽金針獎 。2016年以個人名義再次獲頒『金針獎』，同年獲香港作曲家及作詞家協會（CASH）頒發「CASH音樂成就大獎」。

## 背景
鍾鎮濤早年於香港島灣仔麥當勞道的住宅及其他地區如銅鑼灣、天后廟道等地成長，父親鍾石泉從事地產生意，弟弟是一名建築師。鍾鎮濤9歲時曾搬屋達9次之多，其中麥當勞道是其定居時間最長的住處。基於父母仳離而母親移居美國，他寄住外婆家、舅舅家以及寄宿學校。他曾就讀聖保羅男女中學附屬小學、玫瑰崗學校、聖若瑟小學、慈幼學校、高主教書院中學部（中二）和新法書院等學校。在校時是學校詩歌班成員，又曾於入讀慈幼學校期間，因貪玩不慎誤踩滅火器，令泡沫弄污家長日禮堂佈置，結果被校方記了大過。
到了15歲時，鍾鎮濤輟學投身社會，既與友人自組樂隊「Tea」，又在灣仔的酒吧當樂手賺取收入。其時他在酒吧認識樂隊領班，對方知道他會唱歌，於是邀請他任灣仔分域街Mikado的駐場歌手，維時2年；這亦是他的第一份工作。其後鍾鎮濤轉往尖沙咀漢口道 Glogo 和 Basemenet 18及香港首間無上裝酒吧 Club Joker 唱歌。同期，他於酒吧遇上來當替工的陳友，放工後與陳一同乘嘩啦嘩啦回香港島遇見譚詠麟，因而逐漸認識其他溫拿樂隊成員。溫拿樂隊組成的契機起自陳百祥與陳百燊昆仲於1970年代初赴中東地區做生意，所以在1972年離開 Loosers 樂隊。其他隊員得知鍾鎮濤懂得吹色士風，可以叫高演出價格，由是邀請他加入Loosers，未幾將樂隊更名為Wynners。此外，除了樂手一職以外，鍾鎮濤曾在酒吧學習當酒保學徒但沒有成為酒保，一度計劃到美國升學。
因為1960至1970年代歐西英文歌在香港十分流行，所以樂隊早期有不少英文作品。及後，香港聽眾開始逐漸轉向粵語流行曲，溫拿樂隊亦開始創作中文作品，但至1980年代初樂隊暫停出產。溫拿成員於1970年代後期已經各自發展，鍾鎮濤與樂隊另一主音譚詠麟分別去闖台灣市場，在台灣接拍不少電影，《小城故事》等片令他在台灣大受觸目。
1983年，鍾鎮濤回港發展，憑當年香港總票房第三的《表錯七日情》一片的理想成績，主題曲“一段情”（彭健新合唱）與插曲《要是有緣》分別入選無綫電視十大勁歌金曲與香港電台十大中文金曲，大碟“要是有緣”銷量達到白金數字。此後，鍾鎮濤於電影與唱片事業繼續發展，《我行我素》、《癡心的一句》、《淚之旅》、《情變》、《寂寞》、《聽濤》、《晴》等大碟都取得金唱片至白金唱片的銷量，《誠懇》一曲並入選1987年十大中文金曲。
鍾鎮濤的音樂風格受歐西流行曲影響較深，所以在他1980年代的唱片裡，除了個別歌曲（如《淚之旅》、《魅幻》等）之外，都較少加入當時深深影響香港樂壇的日本流行音樂元素，與譚詠麟、張國榮的唱片的大量加入日本曲風的做法相異，也間接使鍾鎮濤的音樂稍微受普羅大眾忽視。不過鍾鎮濤的創作才華，使他與陳百強、林子祥等比較注重音樂創作與鋪排的歌手一樣，受到比較資深的樂迷歡迎。1988年10月，鍾鎮濤推出《晴有獨鍾》的新曲加精選大碟後，離開與他合作了十多年的寶麗金唱片公司，加盟CBS SONY的另一個品牌EPIC唱片公司。此後，鍾鎮濤再闯国语市场，凭着只要你过得比我好走红华语地区，到1992年加盟華納唱片公司，再改編張雨生的代表作《大海》，獲得不俗的迴響。1990年代中後期，鍾鎮濤的演藝事業開始轉趨平靜，但仍活躍於香港演藝圈。
2012年，鍾鎮濤獲頒新城勁爆殿堂大獎。2016年1月6日獲第三十八屆十大中文金曲大會頒發最高榮譽大獎「金針獎」，同年11月1日獲香港作曲家及作詞家協會（CASH）頒發「CASH音樂成就大獎2016」。

## 個人生活

### 破產
鍾鎮濤在97金融風暴投資失利，稱由於負債逾2億港元，2002年7月向法庭申請破產，同年10月法庭頒布破產令，於2006年10月17日屆滿。

### 感情狀況
鍾鎮濤入行之後曾於1980年代與恬妞交往，2人的戀情只維持了1個多月便結束。分手的原因出於鍾鎮濤與恬妞的長輩出外共晉晚膳，他沒有主動結帳，令女方覺得他不懂人情世故，不識時務，而且用膳時食相粗魯，離開餐廳之前又將外賣打包給家中的工人。種種行為在恬妞眼中顯得不夠慷慨大方，最後促成2人分手。往後於1983年至1986年間，鍾鎮濤與樂易玲交往，2人當時同居於西貢南圍及太古城，終因性格不合而分開（樂易玲為女強人，不被浪漫之舉感動。）。
直至1980年代末，鍾鎮濤遇上章小蕙（當時用「章蓉舫」的名字，其家族於1980年代持有加拿大中文電視台，後賣盤予馮永發的新時代集團）。2人於1988年結婚，並在香港聖德勒撒教堂舉行豪華婚禮，婚後育有一子一女。至1997年10月5日，《明報周刊》證實他與章小蕙離婚。
離婚後，鍾鎮濤與女友范姜素貞同居。2004年及2010年，同居女友范姜素貞為他再添二女（鍾懿和鍾幗）。2014年8月，鍾鎮濤與范姜素貞在峇里島舉行豪華婚禮。

## 音樂作品

### 粵語專輯
| 發行日期       | 專輯名稱                                                            | 曲目 |
| 1980年         | 閃閃星辰                                                            | 曲目 1. 闪闪星辰 2. 月光花 3. 美好的一刻 4. 撞到正 5. 咪怕笑一笑 6. 系我口硬 7. 不要问我（电影《男童院》主题曲） 8. 听我讲 9. 让我帮一帮你 10. 心急到死 11. 别恨离愁 |
| 1981年11月     | 不可以不想你                                                        | 曲目 1. 让我坦荡荡 2. 快乐自由歌 3. 千百滋味 4. 梦幻中十二年 5. 真情早尝过 6. 给朋友 7. 马骝过海 8. 不可以不想你 9. 俗世的污染 10. 他 11. 轻飘远方路 12. 想到我就做 |
| 1982年         | 說愛就愛                                                            | 曲目 1. 寂寞的我 2. 虎威 3. 爱情街 4. 想起了她 5. Oh Julie好啱Key 6. 陪着我 7. 说爱就爱 8. 佳人有约 9. 鸡尾酒 10. 母亲颂 11. 我要响当当 12. 飞机头 |
| 1983年9月      | 要是有緣                                                            | 曲目 1. 我寂寞 2. 鹦鹉使者(今晚见) 3. 此情只待成追忆 4. 外星人报告书 5. 爱的箴言（粤语版） 6. 一段情 7. 要是有缘 8. 找理想 9. 情场如战场 10. 爱的哀悼 11. 痴心一片两家分 |
| 1984年4月      | 我行我素                                                            | 曲目 1. 我行我素 2. 梦里情人 3. 宁愿做青蛙 4. 无言的晚餐 5. 夜雨纷纷 6. 在潮浪里 7. 变幻是缘份 8. 我醉了 9. 无谓瞒我 10. 坏了的指南针 11. 追忆 |
| 1984年         | 鍾鎮濤精選                                                          | 曲目 1. 变幻是缘份（无线电视剧《超越爱情线》主题曲） 2. 让我坦荡荡 3. 梦里情人 （电影《青蛙王子》插曲） 4. 不可以不想你 5. 要是有缘 电影《表错七日情》插曲 6. 闪闪星辰 7. 鹦鹉使者 8. 说爱就爱 9. 鸡尾酒 10. 我寂寞 11. 此情只待成追忆 12. 我醉了（电影《癲鳳狂龍》插曲） 13. 一段情 钟镇涛;彭健新 （电影《表错七日情》主题曲） 14. 情场如战场 15. 我行我素 |
| 1985年1月      | 痴心的一句                                                          | 曲目 1. 痴心的一句 2. 梦里嫣红 3. 888支箭 4. 蓝眼 5. 一万次 6. 黄昏 7. 迷离地带 8. 夜猫 9. 鸳鸯水泡 10. 只想将你等 台湾版曲目： 1. 痴心的一句（国语版） 2. 我醉了（国语） 3. 爱的箭（888支箭国语版） 4. 蓝眼 5. 千万次（《一万次》国语版） 6. 黄昏 7. 迷离地带（国语版） 8. 夜猫 9. 鸳鸯水泡 10. 只想将你等 |
| 1985年9月      | 鍾鎮濤                                                              | 曲目 1. 泪之旅 2. 爱情组曲 3. 活在记念中 4. 不准你走 5. 在灯光里哭泣 6. 原来真爱你 7. 太多考验 8. 天涯人 9. 让我疾跑 10. 夏日福星 |
| 1985年10月     | 鍾鎮濤（Trip Mix）：淚之旅／太多考驗（12" Single Mix）              | 曲目 1. 淚之旅（12" Single Mix） 2. 太多考驗（12" Single Mix） |
| 1986年5月      | 情變                                                                | 曲目 1. 香肠蚊帐机关枪 2. 情变 3. 永远爱下去 4. 原谅我 5. 长跑者 6. 情人的慌话 7. 默然 8. 恋爱木偶 9. 害怕 10. 编织美梦 |
| 1986年10月     | 鍾鎮濤（Trip Mix II）：香腸、蚊帳、機關槍／原諒我（12" Single Mix） | 曲目 1. 香腸、蚊帳、機關槍（12" Single Mix） 2. 原諒我（12" Single Mix） |
| 1986年8月      | 最佳鍾鎮濤（新曲+精選）                                             | 曲目 1. 浪漫小夜曲 （新歌） 2. 一段情 （with彭健新） 3. 梦里嫣红 4. 不可以不想你 5. 痴心的一句 6. 爱情组曲 （with张学友、蔡国权） 7. 魅幻 （新歌） 8. 闪闪星晨 9. 要是有缘 10. 让我坦荡荡 11. 泪之旅 12. 我寂寞 |
| 1987年3月      | 寂寞                                                                | 曲目 1. 烟花 2. 今天我非常寂寞（1987） 3. 非洲黑森林写真集一日游 4. 仍是那样 5. Goodbye I Love You 6. 为你醉心 7. 情深未忘 8. 阿宝阿宝 9. 丝线 10. 明天 |
| 1987年12月     | 聽濤                                                                | 曲目 1. 诚恳 2. 抱紧 3. 无限旅程 4. 小醉仙 5. 爱永远万能 6. 让一切随风 7. 再要伤多少 8. 情路里 9. 弯角 10. .you've lost that loving feeling(1987)(英语) |
| 1988年5月      | 晴                                                                  | 曲目 1. 两点水 2. 昨日少年 3. 现代武侠传 4. 平凡 5. 我已经不懂得恋爱 6. 晴朗 7. 情苗 8. 为你燃烧 9. 爱人远行 10. 等你 |
| 1988年12月     | 情有獨鍾（新曲+精選）                                               | 曲目 1. 我家我心 2. 情变 3. 今天我非常寂寞(1987) 4. 诚恳 5. 两点水 6. 无限旅程 7. 君子不变 8. 让一切随风 9. 爱永远万能 10. 等你 11. 仍是那样 12. 晴朗（另一个版本） |
| 1989年3月      | 人潮內... 我像獨行                                                  | 曲目 1. 人潮内(我像独行)（国语版：我试着告诉自己） 2. 绝浪（国语版：旧地新情） 3. 不睡眠的人 4. 只要你欣赏（国语版：被爱拥有） 5. 让我好好想昨天（国语版：爱你像昨天） 6. 甘心（国语版：只要你过得比我好） 7. 爱的感觉里（国语版：再找一个冬天） 8. 关于我的爱人（国语版：永远不会太迟） 9. 浮沙足印 10. 爱情合约（国语版：心中的爱） |
| 1989年11月30日 | 看星的日子                                                          | 曲目 1. 想你的方向 2. 墙内墙外 3. 破浪 4. 透气 5. 总是一对 6. 红叶... 斜落我心寂寞时（原曲：right here waiting-理查马克斯） 7. 不要恐惧 8. 看星的日子 9. 呼叫(Crying) 10. Sealed With A Kiss |
| 1989年         | B歌（精選，新加坡發行）                                             | 曲目 1. 要是有缘 2. 情变 3. 香肠、蚊帐、机关枪 (泪之旅II) 4. 闪闪星晨 5. 痴心的一句 6. 让一切随风 7. 今天我非常寂寞(1987) 8. 两点水 9. 爱永远万能 10. 一段情 11. 永远爱下去 12. 无限旅程 |
| 1990年         | 鍾鎮濤（CD Single，精選）                                           | 曲目 1. 红叶... 斜落我心寂寞时 2. 人潮内（我像独行） 3. 看星的日子 4. 甘心 5. 只要你欣赏 |
| 1990年8月      | 不死鳥                                                              | 曲目 1. 不死鸟 2. 荡来梦里 3. 暴雨骄阳 4. 风花雪月 5. 夏日传说 6. 开心气候Volare（OT：Gipsy Kings ~ Volare） 7. 从来不懂爱你(《我不是最伤心的人》、姜育恒《从不后悔爱上你》粤语版） 8. 飘（粤语版） 9. 劲女子 10. 亲亲小手 |
| 1992年9月      | 仍是真心                                                            | 曲目 1. 请你留梦里（国语版：记不记得我是谁） 2. 爱过的梦（OT：Eric Clapton ~ Tears In Heaven） 3. 温柔的分手（粤语版） 4. 无悔的爱（国语版：天堂的梦） 5. 钟情（国语版：带我翱翔的风） 6. 当你靠着我（国语版：牵着你的手） 7. 好丑都会掂（国语版：我只想成为我自己） 8. 情敌这么多（粤语版） 9. 仍是如此真心（国语版：把明天交给我） 10. 爱一生都不变（国语版：假装的冷漠） |
| 1993年12月     | 鍾鎮濤金曲精選（2 Discs，精選）                                     | 曲目 Disc 1: 1. 闪闪星辰 2. 今天我非常寂寞(1987) 3. 非洲黑森林写真集一日游 (泪之旅III) 4. 诚恳 5. 要是有缘 6. 让一切随风 7. 我寂寞 8. 爱永远万能 9. 两点水 10. 晴朗 11. 痴心的一句 12. 梦里嫣红 13. 无限旅程 14. 烟花 Disc 2: 1. 一段情 2. 香肠、蚊帐、机关枪 (泪之旅II) 3. 情变 4. 让我坦荡荡 5. 不可以不想你 6. 泪之旅 7. 活在记念中 8. 爱情组曲 9. 母亲颂 10. 变幻是缘份 11. 仍是那样 12. 等你 13. 君子不变 14. 我行我素                                                                                      |
| 1994年1月      | 全部為你                                                            | 曲目 1. 全部为你 2. 错爱（国语版：遗憾） 3. 大海（张雨生《大海》粤语版） 4. 分分钟对你好 5. 长夜 6. 如你说以后 7. In Your Eyes（粤语版） 8. 天待我真不错（国语版：活出自己） 9. 烟花江（国语版：烟花江畔-郑智化） 10. 鸟的联想（国语版：男人的想） 11. 我的世界只有你最懂(合唱版)（国语） 12. 全部为你（merry Christmas version） |
| 1997年7月      | 88極品音色系列：鍾鎮濤Kenny Bee（精選）                             | 曲目 1. 闪闪星辰 2. 今天我非常寂寞(1987) 3. 要是有缘 4. 让一切随风 5. 两点水 6. 痴心的一句 7. 梦里嫣红 8. 一段情 9. 情变 10. 让我坦荡荡 11. 不可以不想你 12. 泪之旅 13. 活在记念中 14. 爱情组曲 15. 诚恳 16. 非洲黑森林写真集一日游 (泪之旅III) 17. 香肠、蚊帐、机关枪 (泪之旅II) |
| 1998年3月      | B計劃（2 Discs，新曲+精選）                                         | 曲目 1. 少废话 2. 让一切随风(1998) 3. 等你 4. 仍是那样 5. 再向前行 6. 今天我非常寂寞(1998) 7. 爱情组曲 8. 好情歌Medley(要是有缘/情变/痴心的一句) 9. 泪之旅 I/II/III 10. 爱永远万能 11. 无限旅程 12. 晴朗 13. 诚恳 14. 风花雪月 15. 开心气候Volare 16. 红叶斜落我心寂寞时 17. 闪闪星晨 18. 一段情 19. 不可以不想你 20. 让我坦荡荡 21. 活在记念中 22. 梦里嫣红 23. 两点水 24. 甘心 25. 人潮内(我像独行) 26. 烟花 27. 我寂寞 28. 变幻是缘份                                                                         |
| 1999年7月      | B歌集（2 Discs，精選）                                              | 曲目 Disc 1: 1. 让一切随风 2. 要是有缘 3. 今天我非常寂寞(1987) 4. 两点水 5. 一段情 6. 不可以不想你 7. 活在记念中 8. 仍然心在想你 9. 非洲黑森林写真集一日游 (泪之旅III) 10. 爱永远万能 11. 我行我素 12. 变幻是缘份 13. 编织美梦 14. 原谅我 15. 君子不变 Disc 2: 1. 情变 2. 让我坦荡荡 3. 泪之旅 4. 诚恳 5. 闪闪星辰 6. 痴心的一句 7. 梦里嫣红 8. 香肠、蚊帐、机关枪 (泪之旅II) 9. 烟花 10. 梦里情人 11. 此情只待成追忆 12. 我寂寞 13. 晴朗 14. 仍是那样 15. 等你                                                  |
| 2000年2月      | 鍾鎮濤dCS聲選輯（精選）                                             | 曲目 1. 让一切随风 2. 今天我非常寂寞(1987) 3. 活在记念中 4. 爱情组曲 5. 让我坦荡荡 6. 情变 7. 闪闪星晨 8. 两点水 9. 不可以不想你 10. 梦里嫣红 11. 痴心的一句 12. 泪之旅 13. 撞到正 14. 鹦鹉使者（今晚见） 15. 我寂寞 16. 变幻是缘份 |
| 2001年4月20日  | 俠骨仁心原聲專輯                                                    | 曲目 1. 背对背面对面 （亚洲电视剧《侠骨仁心》主题曲） 2. 唯独你（亚洲电视剧《侠骨仁心》主题曲） 3. 背对背面对面（钢琴版） 4. 背对背面对面（reprise） |
| 2001年7月27日  | 真經典鍾鎮濤（精選）                                                | 曲目 1. 活在记念中 2. 让一切随风 3. 为你醉心 4. 痴心的一句 5. 情变 6. 仍是那样 7. 要是有缘 8. 默然 9. 我寂寞 10. 今天我非常寂寞1987 11. 诚恳 12. 梦里嫣红 13. 两点水 14. 晴朗 15. 等你 16. 在灯光里哭泣 |
| 2002年8月22日  | 還有你（2 Discs，精選）                                             | 曲目 1. 还有你给我快乐 2. 让一切随风 3. 痴心的一句 4. 闪闪星辰 5. 两点水 6. 梦里嫣红 7. 爱情组曲 8. 不可以不想你 9. 让我坦荡荡 10. 我寂寞 11. 情变 12. You've Lost That Loving Feeling（1987） 13. 仍是那样 14. 爱永远万能 15. 活在纪念中 16. 给朋友 17. 宁愿做青蛙 18. 飞机头 19. 一段情 20. 要是有缘 21. 变幻是缘份 22. 888支箭 23. 泪之旅 24. 原来真爱你 25. 天涯人 26. 香肠．蚊帐．机关鎗．泪之旅(2) 27. 为你醉心 28. 无限旅程 29. 魅幻 30. 仍然心在想你 31. 今天我非常寂寞（mv） 32. 小城故事（国语）（mv） |
| 2006年12月29日 | 濤出新天                                                            | 曲目 1. 日日是好日 2. 魔鬼的情诗 3. 烦恼自寻 4. 意想不到 5. 4:55(Part Of The Game) 6. 时代变了 7. 故事继续 8. 孤独的牧羊人 9. 背对背面对面 10. 还有你给我快乐 11. 日日是好日（国语版） |
| 2012年6月15日  | 最好的原來是最簡單的（你對我的好，周蕙）(國語/粵語/台語）           | 曲目 1. 你是个男人（国语） 2. 爸爸的话(钟镇涛&钟懿)（国语） 3. 早安 晚安（国语） 4. 舍不得（国语）（2012重新编曲） 5. 你对我的好(钟镇涛&周蕙)（国语） 6. 聚散两依依（国语） 7. 家后（闽南语） 8. 你的影子（国语）（2012重新编曲） 9. 祝你健康快乐（国语）（2012重新编曲） 10. 风光（粤语） 11. 家里家外(家后粤语版) |
| 2017年7月17日  | A Better Bee                                                        | 曲目 1. 一段情 2. 讓一切隨風 3. 情變 4. 活在記念中 5. 閃閃星辰(feat. Blythe Bee) 6. 紅葉斜落我心寂寞時 7. 家裡家外 8. 要是有緣 9. 我寂寞 |
| -------------- | ------------------------------------------------------------------- | --- |

### 國語專輯
| 發行日期      | 專輯名稱                                                   | 曲目 |
| 1979年5月9日  | 我的伙伴                                                   | 曲目 1. 我的夥伴 2. 讓我多睡一會 3. 愛你比海深 4. 你我一起去飛翔 5. 怎麼我不懂 6. 你那一笑 7. 小城故事 8. 誰都不能欺侮他 9. 你的影子 10. 工作不要囉嗦 11. 請你留下來 12. 不可以逃避 |
| 1979年8月20日 | 早安台北（钟镇涛专辑）                                     | 曲目 1. 早安台北 2. 我情留在小渔港 3. 台北早安 4. 让我看完连续剧 5. 我的母亲 6. 愿你重回旧地 7. 情锁 8. 月光照在高原上 9. 再会再会 10. 吾爱吾友 11. 百灵电话机 |
| 1980年        | 白衣少女                                                   | 曲目 1. 这般沉醉 2. 白衣少女（原曲：sometimes when we touch) 3. 改过（《不要问我》国语版） 4. 听我说下去（《听我讲》国语版） 5. 动动脑（《咪怕笑一笑》国语版） 6. 边缘人 7. Love Me Tender 8. 点点星辰 9. 爱情像海涛 10. 蔷薇 11. Smoke Get In Your Eyes 12. 对不起全是我错                                                                             |
| 1981年        | 鍾鎮濤專輯（精選）                                         | 曲目 1. 动动脑 2. 边缘人 3. 愿你重回旧地 4. 听我说下去 5. 白衣少女 6. 爱情像海涛 7. 点点星辰 8. 这般沉醉 9. 情锁 10. 蔷薇 11. 改过 12. 对不起全是我错 |
| 1982年        | 鍾鎮濤（阿B，國／粵語）                                    | 曲目 1. 柔情难估计（温拿乐队《友情相关照》国语版） 2. 不可以不想你（国语版） 3. 我对你最好 4. 真情早尝过(国) 5. 是与非（温拿乐队《魔与道》（国语版） 6. 让我坦荡荡 7. 唱唱歌心开朗（温拿乐队《这首歌》国语版） 8. 好好闯一闯（《马骝过海》国语版） 9. 我心湖的春水 10. 你说过 11. 快乐自由歌（粤语） 12. 梦幻中十二年（粤语、国语）                     |
| 1983年        | 表錯七日情（钟镇涛专辑（《要是有缘》台湾版））（國／粵語） | 曲目 1. 我寂寞 2. 鹦鹉使者(今晚见) 3. 此情只待成追忆 4. 外星人报告书 5. 爱的箴言（粤语版） 6. 表错七日情（《一段情》国语版） 7. 要是有缘（国语版） 8. 找理想 9. 情场如战场 10. 爱的哀悼 11. 痴心一片两家分 |
| 1983年        | 哦！寶貝‧為甚麼                                            | 曲目 1. 再没有人比我更爱你 2. 陪着我 3. 爱情街(国) 4. 佳人有约(国) 5. 飞机头(国) 6. 为什么 7. 爱 8. 我要响当当(国) 9. 祖国 10. 哦！宝贝 11. 风铃 12. 鸡尾酒(国) |
| 1989年2月     | 詩人與情人                                                 | 曲目 1. 只要你过得比我好 2. 再找一个冬天 3. 爱妳像昨天 4. 永远不会太迟 5. 欢乐与忧愁 6. 日安我的爱（黄莺莺合唱） 7. 旧地新情 8. 我试着告诉自己 9. 被爱拥有 10. 心中的爱 |
| 1989年12月    | 捨不得·這樣的日子                                          | 曲目 1. 舍不得 2. 这样的日子 3. 陪着你走 4. 始终如一 5. 情不自禁 6. 我想我该忘了她 7. 今晚你还会想我吗 8. 不要再靠近我 9. 只要能拥着你 10. 你是我的真爱 |
| 1990年        | 捨不得（钟镇涛）                                           | 曲目 1. 舍不得 2. 这样的日子 3. 陪着你走 4. 始终如一 5. 情不自禁 6. 只要你过得比我好 7. 今晚你还会想我吗 8. 不要再靠近我 9. 爱你像昨天 10. 欢乐与忧愁 |
| 1990年9月     | 飄                                                         | 曲目 1. 我不是最伤心的人（同曲：从不后悔爱上你-姜育恒、粤语：从来不懂爱你） 2. 爱得忘了自己（同曲：爱你一万年-刘文正、粤语：让一切随风、英语：4：55-温拿乐队） 3. 你在那一场梦 4. 我的小王子 5. 冻结 6. 飘 7. When I'm Back On My Feet Again（原唱：迈克尔鲍顿） 8. 拒绝然后想念 9. 夏日童话 10. 情深几许（合唱：章蓉舫）                               |
| 1991年6月     | 活出自己                                                   | 曲目 1. In Your Eyes 2. 勇敢去爱 3. 把明天交给我 4. 带我翱翔的风 5. 男人的想 6. 情敌这么多 7. You've Lost That Lovin' Feeling（1991年版本） 8. 假装的冷漠 9. 牵着你的手 10. 活出自己 |
| 1992年6月     | 我的世界只有你最懂                                         | 曲目 1. 记不记得我是谁 2. 我的世界只有你最懂 3. 想你（原曲：サザンオルスタズ-いとしのエリー-桑田佳佑） 4. Love is all around 5. 我们的背后有什么 6. 温柔的分手 7. 不必谁对谁说抱歉 8. 遗憾 9. 我只想成为我自己 10. 天堂的梦 |
| 1993年9月     | 祝你健康快樂                                               | 曲目 1. 祝你健康快乐 2. 你是我心底的烙印 3. 转身就走 4. 我知道你对我好（粤：如你说以后） 5. 还是爱你（粤：全部为你） 6. 没有你没有欢喜（粤：轻轻微微-温拿乐队） 7. 今生你我 8. 寻梦（粤：一生恋爱中-温拿乐队） 9. 烟花江畔（原唱：郑智化、粤：烟花江） 10. 岁月真情（温拿乐队《岁月深情》国语版，合唱：钟镇涛/郑智化/吴大卫&罗吉镇/张雨生/叶欢/伊能静） |
| 1994年2月     | 情人的眼睛（精選）                                         | 曲目 1. 情人的眼睛（new） 2. 只要你过得比我好 3. 爱得忘了自己 4. 我想我该忘了她 5. 男人的想 6. 我的世界只有你最懂 7. 记不记得我是谁 8. 爱妳像昨天 9. 转身就走 10. 舍不得 11. 飘 12. When I'm Back On My Feet Again |
| 1994年        | 簡簡單單的生活                                             | 曲目 1. 简简单单的生活（沙宝亮作曲） 2. 一个错误（琼瑶大戏“两个永恒之烟锁重楼”主题曲） 3. 小小的想 4. 心疼孩子的明天 5. 睡美人 6. 漫漫人生路 7. 我不该看你的眼神（琼瑶大戏“两个永恒之新月格格”主题曲） 8. 偷尝 9. 你是我今生的新娘 10. Lover's Moon |
| 1995年5月     | 情歌對唱集（寂寞，章蓉舫（章小蕙），國／英語）             | 曲目 1. Stay A While(合) 2. 舍不得 (New Version)(合) 3. 情人的眼睛(合) 4. 你是我心底的烙印(合) 5. 明白(合) 6. 我还记得(合) 7. Devoted To You(合) 8. 情深几许(合) 9. 我的世界只有你最懂(合) 10. Words(合) 11. 寂寞 |
| 1995年6月     | 痴心愛你                                                   | 曲目 1. 痴心爱你 2. 来不及说 3. 好久没有说我爱你 4. 宁愿忘记却总是想起 5. 男人怎麼想 6. 苦了自己 7. 在乎 8. 清楚 9. 盖被被 10. 值得追求 |
| 2004年2月16日 | 男人                                                       | 曲目 1. I Love You 2. 我给的爱 3. 孤独了 4. Intro男孩不许哭(吉他版) 5. 其实我没有那么坚强 6. 一生的抉择 7. 泪我会安静的擦掉 8. 废墟 9. 在屋簷上跳舞 10. 73年 11. 其实我没有那么坚强(音乐版) 12. 男孩不许哭 |
| 2012年6月15日 | 最好的原來是最簡單的（你對我的好，周蕙）(國語/粵語/台語）  | 曲目 1. 你是个男人 2. 爸爸的话(钟镇涛&钟懿) 3. 早安 晚安 4. 舍不得（2012重新编曲） 5. 你对我的好(钟镇涛&周蕙) 6. 聚散两依依（2012重新编曲） 7. 家后（闽南语）（原唱：江蕙） 8. 你的影子（2012重新编曲） 9. 祝你健康快乐（2012重新编曲） 10. 风光（粤语） 11. 家里家外(家后粤语版)                                                                       |
| ------------- | ---------------------------------------------------------- | --- |

### 英語專輯
| 發行日期 | 專輯名稱  | 曲目 |
| 1997年   | Why Worry | 曲目 1. I Honestly Love You 2. Heaven 3. Why Worry 4. Foolish Beat 5. Wild World 6. The House Of The Rising Sun 7. She's Not There 8. I'd Love You To Want Me 9. Just Once 10. Let It Be |
| -------- | --------- | --- |

## 派台歌曲成績
| 派台歌曲四台上榜最高位置   | 派台歌曲四台上榜最高位置 | 派台歌曲四台上榜最高位置 | 派台歌曲四台上榜最高位置 | 派台歌曲四台上榜最高位置 | 派台歌曲四台上榜最高位置 | 派台歌曲四台上榜最高位置                                                |
| -------------------------- | ------------------------ | ------------------------ | ------------------------ | ------------------------ | ------------------------ | ----------------------------------------------------------------------- |
| 唱片                       | 歌曲                     | 903                      | RTHK                     | 997                      | TVB                      | 備註                                                                    |
| 1980年                     |                          |                          |                          |                          |                          |                                                                         |
| 閃閃星辰                   | 閃閃星晨                 |                          | 1                        |                          |                          | 首支冠軍歌                                                              |
| 1981年                     |                          |                          |                          |                          |                          |                                                                         |
| 不可以不想你               | 讓我坦蕩蕩               |                          | (1)                      |                          |                          | 跨年上榜                                                                |
| 1982年                     |                          |                          |                          |                          |                          |                                                                         |
| 不可以不想你               | 不可以不想你             |                          | 1                        |                          |                          |                                                                         |
| 1983年                     |                          |                          |                          |                          |                          |                                                                         |
| 說愛就愛                   | 說愛就愛                 |                          | /                        |                          |                          |                                                                         |
| 要是有緣                   | 一段情                   |                          | (1)                      |                          |                          | 與彭健新合唱                                                            |
| 要是有緣                   | 要是有緣                 |                          | 1                        |                          |                          |                                                                         |
| 要是有緣                   | 鸚鵡使者 (今晚見)        |                          | 2                        |                          |                          |                                                                         |
| 1984年                     |                          |                          |                          |                          |                          |                                                                         |
| 我行我素                   | 變幻是緣份               |                          | /                        |                          |                          |                                                                         |
| 我行我素                   | 無言的晚餐               |                          | /                        |                          |                          |                                                                         |
| 痴心的一句                 | 痴心的一句               |                          | 1                        |                          |                          |                                                                         |
| 1985年                     |                          |                          |                          |                          |                          |                                                                         |
| 鍾鎮濤                     | 淚之旅                   |                          | /                        |                          |                          |                                                                         |
| 鍾鎮濤                     | 原來真愛你               |                          | /                        |                          |                          |                                                                         |
| 鍾鎮濤                     | 太多考驗                 |                          | /                        |                          |                          |                                                                         |
| 鍾鎮濤                     | 活在記念中               |                          | /                        |                          |                          |                                                                         |
| 鍾鎮濤                     | 愛情組曲                 |                          | /                        |                          |                          | 與張學友、蔡國權合唱                                                    |
| 1986年                     |                          |                          |                          |                          |                          |                                                                         |
| 情變                       | 香腸﹑蚊帳﹑機關槍       |                          | /                        |                          | /                        |                                                                         |
| 情變                       | 情變                     |                          | 1                        |                          | /                        |                                                                         |
| 情變                       | 情人的謊話               |                          | /                        |                          | -                        |                                                                         |
| 最佳鍾鎮濤                 | 魅幻                     |                          | /                        |                          | /                        |                                                                         |
| 1987年                     |                          |                          |                          |                          |                          |                                                                         |
| 寂寞                       | 非洲黑森林寫真集一日遊   |                          | 3                        |                          | 1                        |                                                                         |
| 寂寞                       | 今天我非常寂寞           |                          | 1                        |                          | -                        |                                                                         |
| 寂寞                       | 煙花                     |                          | /                        |                          | 4                        |                                                                         |
| 聽濤                       | 無限旅程                 |                          | 1                        |                          | 3                        | T.V.B.劇集｢生命之旅｣主題曲                                              |
| 聽濤                       | 誠懇                     |                          | 1                        |                          | 1                        | 兩台冠軍歌                                                              |
| 聽濤                       | 讓一切隨風               |                          | /                        |                          | 7                        |                                                                         |
| 1988年                     |                          |                          |                          |                          |                          |                                                                         |
| 聽濤                       | 愛永遠萬能               |                          | /                        |                          | /                        |                                                                         |
| 晴                         | 兩點水                   | 3                        | 1                        |                          | 1                        |                                                                         |
| 晴                         | 晴朗                     | 11                       | 3                        |                          | 5                        |                                                                         |
| 情有獨鍾                   | 君子不變                 | 21                       | 1                        |                          | -                        |                                                                         |
| 1989年                     |                          |                          |                          |                          |                          |                                                                         |
| 人潮內                     | 甘心                     | 2                        | 1                        |                          | 1                        |                                                                         |
| 人潮內                     | 只要你欣賞               | 19                       | /                        |                          | 2                        |                                                                         |
| 看星的日子                 | 想妳的方向               | 1                        | 1                        |                          | 1                        | 三台冠軍歌                                                              |
| 看星的日子                 | 紅葉…斜落我心寂寞時      | 1                        | 1                        |                          | 1                        | 三台冠軍歌 OT：Richard Marx ~ Right Here Waiting （页面存档备份，存于） |
| 看星的日子                 | 看星的日子               | 20                       | -                        |                          | 9                        |                                                                         |
| 1990年                     |                          |                          |                          |                          |                          |                                                                         |
| 捨不得                     | 捨不得                   | -                        | -                        |                          | 1                        |                                                                         |
| 不死鳥                     | 開心氣候                 | 1                        | 1                        |                          | 1                        | 三台冠軍歌 OT：Gipsy Kings （页面存档备份，存于）~ Volare               |
| 不死鳥                     | 暴雨驕陽                 | 11                       | -                        |                          | -                        | T.V.B.劇集｢孖仔孖心肝｣主題曲                                            |
| 不死鳥                     | 風花雪月                 | 9                        | 1                        |                          | 1                        | 跨年上榜                                                                |
| 1992年                     |                          |                          |                          |                          |                          |                                                                         |
| 仍是真心                   | 愛過的夢                 | 4                        | 2                        |                          | /                        | OT：Eric Clapton ~ Tears In Heaven                                      |
| 仍是真心                   | 溫柔的分手               | 25                       | /                        |                          | /                        |                                                                         |
| 仍是真心                   | 當你靠著我               | 1                        | 1                        |                          | /                        |                                                                         |
| 1993年                     |                          |                          |                          |                          |                          |                                                                         |
| 全部為你                   | 大海                     | 14                       | 17                       |                          | /                        | OT：張雨生 ~ 大海                                                       |
| 全部為你                   | 全部為你                 | 8                        | 14                       |                          | /                        |                                                                         |
| 1998年                     |                          |                          |                          |                          |                          |                                                                         |
| B計劃                      | 再向前行（Cool Do Man）  | 8                        | 15                       | 10                       | 9                        |                                                                         |
| B計劃                      | 愛情組曲                 | 15                       | -                        | 16                       | -                        | 與Dry合唱 翻唱鍾鎮濤、蔡國權、张学友作品                                |
| 2001年                     |                          |                          |                          |                          |                          |                                                                         |
| 俠骨仁心原聲專輯           | 背對背 面對面            | 10                       | 1                        | 1                        | -                        |                                                                         |
| 2002年                     |                          |                          |                          |                          |                          |                                                                         |
| 還有你                     | 還有你給我快樂           | 17                       | -                        | -                        | -                        |                                                                         |
| 2004年                     |                          |                          |                          |                          |                          |                                                                         |
| 男人                       | 我給的愛                 | -                        | -                        | 4                        | -                        |                                                                         |
| 2006年                     |                          |                          |                          |                          |                          |                                                                         |
| 濤出新天                   | 日日是好日               | -                        | 19                       | -                        | 1                        |                                                                         |
| 濤出新天                   | 魔鬼的情詩               | -                        | -                        | -                        | 2                        |                                                                         |
| 2008年                     |                          |                          |                          |                          |                          |                                                                         |
|                            | 集體鼓舞                 | 4                        | 3                        | 1                        | 1                        |                                                                         |
| 2012年                     |                          |                          |                          |                          |                          |                                                                         |
| 最好的原來是最簡單的       | 爸爸的話                 | -                        | -                        | -                        | -                        | 與鍾懿合唱                                                              |
| 2015年                     |                          |                          |                          |                          |                          |                                                                         |
| Collab Star                | 煙花非花                 | 1                        | 1                        | 4                        | 5                        | 與CF@C AllStar合唱                                                      |
| 2017年                     |                          |                          |                          |                          |                          |                                                                         |
| A Better Bee               | 紅葉斜落我心寂寞時       | -                        | -                        | -                        | -                        | 重新演繹版本                                                            |
| A Better Bee               | 情變                     | -                        | -                        | -                        | -                        | 重新演繹版本                                                            |
| A Better Bee               | 一段情                   | -                        | -                        | -                        | -                        | 重新演繹版本                                                            |
| A Better Bee               | 要是有緣                 | -                        | -                        | -                        | -                        | 重新演繹版本                                                            |
| A Better Bee               | 閃閃星辰                 | -                        | -                        | -                        | -                        | Featuring Blythe Bee 重新演繹版本                                       |
| A Better Bee               | 家裡家外                 | -                        | -                        | -                        | -                        | 重新演繹版本                                                            |
| 2018年                     |                          |                          |                          |                          |                          |                                                                         |
| 我做你 你做我 Stand By You | 你做我                   | -                        | -                        | -                        | ×                        | U記歌手合唱                                                             |
| 環球高歌陳百強             | 一生何求                 | -                        | -                        | -                        | -                        | 翻唱陳百強歌曲                                                          |
| to bee continued...        | 你是如此難以忘記         | -                        | 8                        | -                        | -                        | 翻唱梁朝偉歌曲                                                          |
| to bee continued...        | 由零開始                 | -                        | -                        | -                        | -                        | 翻唱張國榮歌曲                                                          |

| 903 | RTHK | 997 | TVB | 備註               |
| 5   | 20   | 2   | 11  | 四台冠軍歌總數：10 |
| 5   | 22   | 2   | 11  | 冠軍週數           |

- 仍在榜上（*）
- 兩星期冠軍（(1)）

## 部分獎項
- 1983年 勁歌金曲季選第三季得獎金曲《一段情》
- 1983年 勁歌金曲季選第四季得獎金曲《要是有緣》
- 1983年 十大勁歌金曲《一段情》
- 1983年 十大勁歌金曲 作曲作詞人最受歡迎獎《一段情》
- 1983年 十大中文金曲《要是有緣》
- 1985年 勁歌金曲季選第三季得獎金曲《淚之旅》
- 1985年 勁歌金曲季選第四季得獎金曲《愛情組曲》
- 1986年 勁歌金曲季選第一季得獎金曲《香腸·蚊帳·機關槍》
- 1987年 勁歌金曲季選第一季得獎金曲《非洲黑森林寫真集一日遊》
- 1987年 勁歌金曲季選第四季得獎金曲《誠懇》
- 1987年 十大中文金曲《誠懇》
- 1988年 勁歌金曲季選第二季得獎金曲《兩點水》
- 1989年 勁歌金曲季選第一季得獎金曲《甘心》
- 1989年 勁歌金曲季選第四季得獎金曲《紅葉斜落我心寂寞時》
- 1990年 勁歌金曲季選第三季得獎金曲《開心氣候》
- 2007年 勁歌金曲優秀選第一回得獎金曲《日日是好日》
- 2012年 新城勁爆殿堂大獎
- 2015年 勁歌金曲優秀選第一回得獎金曲《煙花非花》
- 2015年 第三十八屆十大中文金曲 金針獎
- 2016年 CASH音樂成就大獎
- 2017年 華語金曲獎 華語音樂傑出貢獻獎
- 2018年 新城勁爆頒獎禮 勁爆至尊歌手

## 演出作品

### 電視音樂特輯
？年
- 原來真愛你 (與柏安妮合演)

### 電台廣播劇
80年代
- 給朋友 (一三五劇場廣播劇，並非TVB的一三五劇場)

### 電視劇
| 年份   | 劇名               | 角色           | 合作演員       |
| ------ | ------------------ | -------------- | -------------- |
| 1992年 | 《卡拉屋企》       | 陸通權（客串） |                |
| 1995年 | 《煙鎖重樓》       | 江雨杭／曾雨杭 |                |
| 1997年 | 《北方故事》       | 梅世雄         | 梅婷           |
| 2001年 | 《俠骨仁心》       | 方至仁         |                |
| 2003年 | 《康乾盛世秘史》   | 雍正帝         |                |
| 2006年 | 《神鵰俠侶》       | 公孫止         | 刘亦菲、黄晓明 |
| 2006年 | 《誓言》           | 王永德         | 王奎榮、廖京生 |
| 2007年 | 《誰憐天下慈母心》 | 阮大勇         | 恬妞、秦海璐   |
| 2013年 | 《穿越101》        | 石頭           | 陳漢典、謝怡芬 |
| 2016年 | 《超少年密碼》     | 夏煦           | TFBOYS 網劇    |
| 2017年 | 《尋人大師》       | 丘陵           | [ 20 ] [ 21 ]  |
| 2021年 | 《斗羅大陸》       | 唐昊           |                |
| 2021年 | 《海洋之城》       | 唐先生         |                |
| 2023年 | 《點心之路》       | 朱宇坤         | 網絡劇         |
| 2023年 | 《繁花》           | 金廚           |                |
| 2024年 | 《唐人街探案2》    | 林英樹         | 網絡劇         |
| 待播   | 《我的男神》       |                |                |

### 電影
| 年份   | 片名                                             | 角色         | 合作演員                                             |
| ------ | ------------------------------------------------ | ------------ | ---------------------------------------------------- |
| 1975年 | 大家樂                                           |              | 溫拿樂隊、黃霑                                       |
| 1976年 | 溫拿與教授                                       |              | 溫拿樂隊                                             |
| 1976年 | 秋霞                                             |              | 陳秋霞                                               |
| 1977年 | 第二道彩虹                                       |              | 陳秋霞                                               |
| 1978年 | 追趕跑跳碰                                       |              | 溫拿樂隊、張盈真、石峰                               |
| 1979年 | 小城故事                                         | 陳文雄       | 林鳳嬌、葛香亭、李烈、江明                           |
| 1979年 | 早安台北                                         | 葉天林       | 林鳳嬌、葛香亭、郎雄、李烈、江明                     |
| 1979年 | 尋夢的孩子                                       | 林五順       | 胡慧中、曹健、崔福生                                 |
| 1980年 | 撞到正                                           |              | 蕭芳芳                                               |
| 1980年 | 美麗與哀愁                                       | 江雲濤       | 應采靈、李烈、郭傑人、陳瑋齡                         |
| 1980年 | 燃燒0.7度(香港亞洲電視放映時譯名為“酒吧舞男阿B”) |              | 江玲、藍毓莉、朱慧珍                                 |
| 1980年 | 天下一大笑                                       |              | 張艾嘉、方正、楊惠姍、孫越                           |
| 1980年 | 特別治療                                         |              | 林鳳嬌、方正                                         |
| 1980年 | 佳期鬧翻天                                       | 小熊         | 沈雁、李道洪                                         |
| 1980年 | 你那好冷的小手                                   | 魯志成       | 銀霞、周紹棟、李烈                                   |
| 1980年 | 天涼好個秋                                       | 程偉         | 林鳳嬌、胡家瑋、段亦祥、崔福生、郎雄                 |
| 1980年 | 西風的故鄉                                       | 阿吉         | 恬妞、歐弟                                           |
| 1981年 | 聚散兩依依                                       | 高寒         | 呂琇菱、劉藍溪、周紹棟、歸亞蕾                       |
| 1981年 | 烏龍行大運                                       |              | 溫拿樂隊、沈雁                                       |
| 1981年 | 夢的衣裳                                         | 萬皓然       | 呂琇菱、秦漢、范鴻軒、劉藍溪、歸亞蕾                 |
| 1981年 | 就是溜溜的她                                     | 顧大剛       | 鳳飛飛、陳友                                         |
| 1981年 | 又見春天                                         | 葉中         | 秦漢、林鳳嬌、蘇明明                                 |
| 1981年 | 根號一七九                                       |              | 沈雁、凌風、方正、陸一嬋、李道洪                     |
| 1981年 | 蹦蹦一串心                                       |              | 沈雁、高凌風、黃仲崑、熊海靈                         |
| 1981年 | 瘋狂世界                                         |              | 銀霞、陳友、藍毓莉                                   |
| 1982年 | 殺入愛情街                                       |              |                                                      |
| 1982年 | 風兒踢踏踩                                       | 顧金台       | 鳳飛飛、陳友                                         |
| 1982年 | 野性的青春                                       |              | 張佩華、朱海玲、彭雪芬、周丹薇                       |
| 1982年 | 俏如彩蝶飛飛飛                                   | 魯康         | 沈雁、崔守平、胡家瑋、段亦祥                         |
| 1982年 | 在那河畔青草青                                   | 盧大年       | 江玲、陳美鳳、石英、梅芳、顏正國(童星)               |
| 1982年 | 馬騮過海                                         |              | 陳友、彭雪芬、關山、黃新、施介強、陳立品             |
| 1983年 | 表錯七日情                                       | 李度         | 葉童、張國柱、梅艷芳                                 |
| 1984年 | 先生貴姓                                         |              |                                                      |
| 1984年 | 上海之夜                                         | 董國民       | 張艾嘉、葉蒨文                                       |
| 1984年 | 青蛙王子                                         | 陳立品       | 鍾楚紅、陳百祥、張曼玉、陳惠敏、曹查理               |
| 1986年 | 殺妻二人組                                       | 阿B          | 周潤發、梅艷芳、王祖賢                               |
| 1986年 | 富貴列車                                         | 來福         | 洪金寶                                               |
| 1986年 | 龍兄虎弟                                         | 客串樂隊團員 | 溫拿樂隊                                             |
| 1986年 | 兩公婆八條心                                     | 客串溫拿五虎 | 溫拿樂隊                                             |
| 1987年 | 標錯參                                           | 弱智浩二     | 洪金寶、王祖賢、吳家麗                               |
| 1987年 | 天官賜福                                         | 細仔         | 葉童、茱莉亞、太保、翁世傑、胡楓、關海山             |
| 1987年 | 表哥到                                           | 周小勇       | 吳耀漢、黃韻詩、午馬、太保、孟海、葉瑣、葉榮祖       |
| 1987年 | A計劃續集                                        | 客串陸警     | 陳友、林威                                           |
| 1987年 | 一屋兩妻                                         | 許安華       | 陳友、夏文汐、梅艷芳                                 |
| 1988年 | 一妻兩夫                                         | 許安華       | 陳友、鍾楚紅                                         |
| 1988年 | 撞邪先生                                         | 利志         | 鄭裕玲、陳百祥、邱淑貞、王晶、萬梓良                 |
| 1988年 | 好女十八嫁                                       | 王傑         | 鍾楚紅、秦沛                                         |
| 1989年 | 相見好                                           | 阿林         | 鍾楚紅、周慧敏                                       |
| 1989年 | 殺手蝴蝶夢                                       | 馬列         | 王祖賢、梁朝偉                                       |
| 1989年 | 火燭鬼                                           | 阿健         | 鄭裕玲、午馬、黎燕珊、黃霑、葉榮祖                   |
| 1989年 | 偷情先生                                         | 王小強       | 李美鳳、黃霑、黃光亮、陳淑蘭、沈殿霞                 |
| 1989年 | 再見王老五                                       | 陳子南       | 張曼玉、鄭丹瑞、胡楓、沈殿霞、林蛟、譚倩紅           |
| 1989年 | 不脫襪的人                                       | 阿恭         | 張曼玉、陳友                                         |
| 1989年 | 少女心                                           |              | 張曼玉                                               |
| 1989年 | 奇蹟                                             | 記者甲       | 陳友                                                 |
| 1990年 | BB30                                             |              |                                                      |
| 1990年 | 中日南北和                                       |              | 王祖賢                                               |
| 1991年 | 新精武門1991                                     | 瀟灑         | 周星馳、張敏、元奎、尹揚明、成奎安                   |
| 1991年 | 九一神鵰俠侶                                     | 小村         | 梅艷芳、劉德華、劉嘉玲、葉蘊儀                       |
| 1991年 | 莎莎嘉嘉站起來                                   |              |                                                      |
| 1991年 | 志在出位                                         | 瀟灑         | 張曼玉、羅慧娟、林建明、許紹雄、成奎安               |
| 1991年 | 表哥我來也                                       |              | 毛舜筠、吳孟達                                       |
| 1991年 | 賭霸                                             | 大B          | 梅艷芳、鄭裕玲                                       |
| 1992年 | 漫畫威龍                                         | 瀟灑         | 周星馳、張敏、蕭芳芳、梅小惠、谷峰                   |
| 1992年 | 戰神傳說                                         | 燕十三       | 劉德華、張曼玉                                       |
| 1992年 | 草莽英雌                                         | 趙志龍       | 鄭裕玲、羅美薇、惠天賜、黃光亮                       |
| 1992年 | 夢醒時分                                         |              |                                                      |
| 1992年 | 特異功能猩求人                                   | 芝達         | 吳君如、利智、元華                                   |
| 1993年 | 射鵰英雄傳之東成西就                             | 王重陽       | 劉嘉玲、張曼玉                                       |
| 1993年 | 廣東五虎之鐵拳無敵孫中山                         | 鍾國仁       | 溫拿樂隊、陳法蓉、黃秋生                             |
| 1993年 | 玫瑰玫瑰我愛你                                   | 梁醒波       | 梁家輝、劉嘉玲、葉玉卿、任達華、陳加玲               |
| 1995年 | 十兄弟                                           | 陳大蝦       | 張敏、徐錦江                                         |
| 1995年 | 金玉滿堂                                         | 廖傑         | 張國榮、羅家英、袁詠儀、趙文卓、倪淑君               |
| 1996年 | 運財智叻星                                       | 二郎神       | 陳百祥、譚詠麟、張可頤、苗僑偉                       |
| 1996年 | 奇異旅程之真心愛生命                             |              |                                                      |
| 1998年 | 九星報喜                                         |              | 張國榮、黃百鳴、周文健、吳倩蓮、陳潔靈、黎姿、李蕙敏 |
| 2000年 | 俠骨仁心                                         |              | 梁朝偉、李嘉欣                                       |
| 2002年 | 風流家族                                         |              | 張家輝、盧巧音、葉童                                 |
| 2004年 | 我要做Model                                      | 柯現溫       | 鄭中基、林嘉欣、森美、李彩樺、陳子聰、李燦森、鄧梓峰 |
| 2004年 | 性感都市                                         |              | 张柏芝、劉嘉玲、朱茵、蒙嘉慧                         |
| 2004年 | 花好月圓                                         | 太醫         | 楊千嬅、任賢齊                                       |
| 2004年 | 阿孖有難                                         |              | 鄭伊健、蔡卓妍                                       |
| 2005年 | 頭文字D                                          | 立花佑一     | 周杰倫、黃秋生、杜汶澤                               |
| 2005年 | 情癲大聖                                         | 眾生相       |                                                      |
| 2011年 | 宅男總動員之女神歸來                             |              | 譚耀文、鄧麗欣、黃又南                               |
| 2011年 | 東成西就2011                                     | 鍾鎮濤       | 鄭伊健、陳奕迅、溫拿樂隊                             |
| 2011年 | 無界之地                                         |              |                                                      |
| 2012年 | 甜·祕密                                          | 阿賓         | 隋棠、李烈、馬志翔、巫建和、張少懷、李千娜           |
| 2013年 | 天台                                             | 老李         | 周杰倫、柯有倫、李心艾、宋健彰、曾志偉、王學圻       |
| 2013年 | 微光閃亮第一個清晨                               | 李毅         | 黃志瑋、吳慷仁、李維維                               |
| 2018年 | 兄弟班                                           | 阿B          | 溫拿樂隊                                             |
| 2018年 | 大轟炸                                           | 部长         |                                                      |
| 2019年 | 花椒之味                                         | 夏亮         | 鄭秀文、白冰、賴雅妍、任賢齊                         |
| 2022年 | 六扇门之血虫谜案(網絡電影)                       |              |                                                      |

### 配音
| 年份 | 片名               | 角色         |
| ---- | ------------------ | ------------ |
| 2002 | 動畫怪獸公司       | 蘇利文(毛毛) |
| 2009 | 動畫天煞撞正怪怪獸 | 猛哥將軍     |

## 主持作品

### 頒獎典禮
| 年份   | 頒獎典禮     |
| ------ | ------------ |
| 1994年 | 第31屆金馬獎 |
| 1996年 | 第7屆金曲獎  |

### 電視節目
- 2023年: 勁歌43年情．讓音樂高飛

## 出版作品

### 書籍
| 年份   | 書名                         |
| ------ | ---------------------------- |
| 2007年 | 《麥當勞道 MacDonnell Road》 |

## 家庭
- 父親：鍾鎮濤的父親是香港藝術收藏家鍾石泉，在家中藏品包括張大千作品，鍾鎮濤兄弟自小皆受薰陶。
- 配偶
  - 前妻章小蕙 (1988年結婚，1999年離婚)
  - 范姜素貞 (1996年認識，2014年8月結婚)
- 子女[22]
  - 長子 鍾嘉浚（與章小蕙所生）
  - 次女 鍾嘉晴（原名鍾嘉湄，與章小蕙所生）
  - 三女 鍾懿（與范姜素貞所生）
  - 四女 鍾幗（與范姜素貞所生）

爭議：
儘管鍾鎮濤個人收入豐厚，不過據一九九四年五月份出版的<香港東週刊>披露，鍾氏不但沒有好好奉養生母，還要生母到洗衣店工作，鍾母也沒有和鍾鎮濤夫婦同住.